# Coleophora rugulosa
Coleophora rugulosa é uma espécie de mariposa do gênero Coleophora pertencente à família Coleophoridae.